# Canton d'Albertville-1
Le canton d'Albertville-1 est une circonscription électorale française du département de la Savoie.

## Histoire
Un nouveau découpage territorial du département de la Savoie entre en vigueur à l'occasion des premières élections départementales de mars 2015 suivant le décret du 27 février 2014.
Les conseillers départementaux sont, à compter de ces élections, élus au scrutin majoritaire binominal mixte. Les électeurs de chaque canton élisent au Conseil départemental, nouvelle appellation du Conseil général, deux membres de sexe différent, qui se présentent en binôme de candidats. Les conseillers départementaux sont élus pour 6 ans au scrutin binominal majoritaire à deux tours, l'accès au second tour nécessitant 12,5 % des inscrits au 1er tour. En outre la totalité des conseillers départementaux est renouvelée. Ce nouveau mode de scrutin nécessite un redécoupage des cantons dont le nombre est divisé par deux avec arrondi à l'unité impaire supérieure si ce nombre n'est pas entier impair, assorti de conditions de seuils minimaux. En Savoie, le nombre de cantons passe ainsi de 37 à 19.
Le canton d'Albertville-1 est formé de communes des anciens cantons d'Albertville-Nord (2 communes) et d'Albertville-Sud (6 communes) et d'une fraction d'Albertville. Il est entièrement inclus dans l'arrondissement d'Albertville. Le bureau centralisateur est situé à Albertville.

## Représentation
| Période élective | Période élective | Mandat | Mandat   | Identité        | Nuance | Nuance | Qualité |
| ---------------- | ---------------- | ------ | -------- | --------------- | ------ | ------ | --- |
| 2015             | 2021             | 2015   | 2021     | Martine Berthet |        | LR     | Pharmacien Sénatrice (depuis 2017) Ancienne maire d'Albertville                                                                                    |
| 2015             | 2021             | 2015   | 2021     | Hervé Gaymard   |        | DVD    | Ancien député, Président du conseil général sortant Ancien conseiller général du Canton de Moûtiers (1994-2015) Président du Conseil départemental |
| 2021             | 2028             | 2021   | en cours | Martine Berthet |        | LR     | Conseillère sortante |
| 2021             | 2028             | 2021   | en cours | Hervé Gaymard   |        | DVD    | Conseiller sortant, Président du conseil départemental                                                                                             |

### Résultats détaillés

#### Élections de mars 2015
À l'issue du 1er tour des élections départementales de 2015, deux binômes sont en ballottage : Martine Berthet (DVD) et Hervé Gaymard (UMP, 55,55 %) et Colette Gontharet et François Rieu (PS, 27,31 %). Le taux de participation est de 44,09 % (5 869 votants sur 13 312 inscrits) contre 48,82 % au niveau départemental et 50,17 % au niveau national.
Au second tour, Martine Berthet (DVD) et Hervé Gaymard (UMP) sont élus avec 60,68 % des suffrages exprimés et un taux de participation de 41,39 % (3 020 voix pour 5 509 votants et 13 309 inscrits).

#### Élections de juin 2021
Le premier tour des élections départementales de 2021 est marqué par un très faible taux de participation (33,26 % au niveau national). Dans le canton d'Albertville-1, ce taux de participation est de 32,41 % (4 156 votants sur 12 825 inscrits) contre 33,57 % au niveau départemental. À l'issue de ce premier tour, deux binômes sont en ballottage : Martine Berthet et Hervé Gaymard (DVD, 51,21 %) et Hugues Aspord et Gisèle Vianey (Union à gauche, 28,28 %).
Le second tour des élections est marqué une nouvelle fois par une abstention massive équivalente au premier tour. Les taux de participation sont de 34,36 % au niveau national, 33 % dans le département et 31 % dans le canton d'Albertville-1. Martine Berthet et Hervé Gaymard (DVD) sont élus avec 65,6 % des suffrages exprimés (2 469 voix pour 3 983 votants et 12 849 inscrits),,.

## Composition
| Nom                                 | Code Insee | Intercommunalité | Superficie (km2) | Population (dernière pop. légale)                | Densité (hab./km2) | Modifier                                    |
| ----------------------------------- | ---------- | ---------------- | ---------------- | ------------------------------------------------ | ------------------ | ------------------------------------------- |
| Albertville (bureau centralisateur) | 73011      | CA Arlysère      | 17,54            | Fraction : 10 377 (2022) Commune : 19 706 (2022) | 1 123              | modifier les données · modifier les données |
| Allondaz                            | 73014      | CA Arlysère      | 4,08             | 295 (2022)                                       | 72                 | modifier les données · modifier les données |
| La Bâthie                           | 73032      | CA Arlysère      | 22,45            | 2 168 (2022)                                     | 97                 | modifier les données · modifier les données |
| Cevins                              | 73063      | CA Arlysère      | 32,66            | 707 (2022)                                       | 22                 | modifier les données · modifier les données |
| Esserts-Blay                        | 73110      | CA Arlysère      | 15,51            | 758 (2022)                                       | 49                 | modifier les données · modifier les données |
| Mercury                             | 73154      | CA Arlysère      | 22,33            | 3 471 (2022)                                     | 155                | modifier les données · modifier les données |
| Rognaix                             | 73216      | CA Arlysère      | 8,98             | 487 (2022)                                       | 54                 | modifier les données · modifier les données |
| Saint-Paul-sur-Isère                | 73268      | CA Arlysère      | 20,93            | 533 (2022)                                       | 25                 | modifier les données · modifier les données |
| Tours-en-Savoie                     | 73298      | CA Arlysère      | 15,37            | 905 (2022)                                       | 59                 | modifier les données · modifier les données |
| Canton d'Albertville-1              | 7303       |                  |                  | 19 701 (2022)                                    |                    | modifier les données                        |

Le canton d'Albertville-1 comprend :
1. huit communes entières,
2. la partie de la commune d'Albertville située au nord d'une ligne définie par l'axe des voies et limites suivantes : depuis la limite territoriale de la commune de Gilly-sur-Isère, avenue du Général-de-Gaulle (exclue), ligne de chemin de fer jusqu'à la gare (incluse), avenue Jean-Jaurès, pont du Mirantin, avenue du 8-Mai-1945, promenade Édouard-Herriot (incluse), ligne de chemin de fer de la Tarentaise, chemin de la Pierre-du-Roy et son prolongement jusqu'à la limite territoriale de la commune de Grignon.

## Démographie
En 2022, le canton comptait 19 701 habitants, en évolution de +2,13 % par rapport à 2016 (Savoie : +3,63 %, France hors Mayotte : +2,11 %).
| 2013   | 2018   | 2022   |
| ------ | ------ | ------ |
| 19 147 | 19 415 | 19 701 |